# Стиг Хокансон
Стиг Хокансон (швед. Stig Håkansson; 13. јун 1926) био је шведски атлетичар који се такмичио у спринтерским дисциплинама. Био је члан спортских друштава Слејпнер и Гета из Карлсбада. После атлетске каријере бавио се керлингом
На 3. Европском првенству у атлетици на отвореном 1946. у Ослу са шведском штафетом 4 х 100 мртара освојио је златну медаљу резултаром 41,5 секунди.  Штафета је трчала у сасзтаву Стиг Данијелсон, Инге Нилсон, Оле Лешер и Хокансон.
На истом првенству такмичио се у још две дисцилине трци на 100 метара где је био пети, а исто место заузео је и у скоку удаљ.

## Значајнији резултати
| Датум | Такмичење          | Место         | Пласман | Дисциплина | Резултат | Детаљи |
| ----- | ------------------ | ------------- | ------- | ---------- | -------- | ------ |
| 1946  | Европско првенство | Осло Норвешка | 5.      | 100 м      | 10,9     | [ 2 ]  |
| 1946  | Европско првенство | Осло Норвешка |         | 4 × 100 м  | 41,5     | [ 2 ]  |
| 1946  | Европско првенство | Осло Норвешка | 5.      | Скок удаљ  | 6,97     | [ 2 ]  |

## Лични рекорди
| Дисциплина | Резултат | Место    | Датум               |
| ---------- | -------- | -------- | ------------------- |
| 100 метара | 10,6     | Карлстад | 1. октобар 1944.    |
| 200 метара | 21,9     | Гетеборг | 17. септембар 1944. |
| Скок удаљ  | 7,50     | Сингтуна | 8. октобар 1944.    |

## Успеси на националним првенствима
Атлетика, шведска првенства
- 100 м (4) — злато (1944. и 1946), сребро 1940. и 1945)
- скок удаљ ( 4) — злато (1939. 1944. и 1945), сребро (1940)

Керлинг, шведски куп
- злато 1968.